# Jerrishøj Skov
Jerrishøj Skov (dansk) eller Jerrishoer Holz (tysk) er et skovområde beliggende vest for landsbyen Jerrishøj på det midtslesvigske gestlandskab i Sydslesvig. I administrativ henseende hører skoven under Jerrishøj Kommune i Slesvig-Flensborg kreds i den nordtyske delstat Slesvig-Holsten. I den danske tid indtil 1864 hørte området under Eggebæk Sogn i Ugle Herred (Flensborg Amt, Slesvig/Sønderjylland).  
Skoven er første gang nævnt 1607. Fra de tidligere vidtstrakte skovområder på gesten er der nu kun rester (såsom også Frørup Skov og Hanved Skov) tilbage, hvorfor de er af stor landskabspolitisk betydning. Vest for skoven løber Jerrisbækken ned mod syd, hvor den munder ud i Trenen.